# 奥法堤

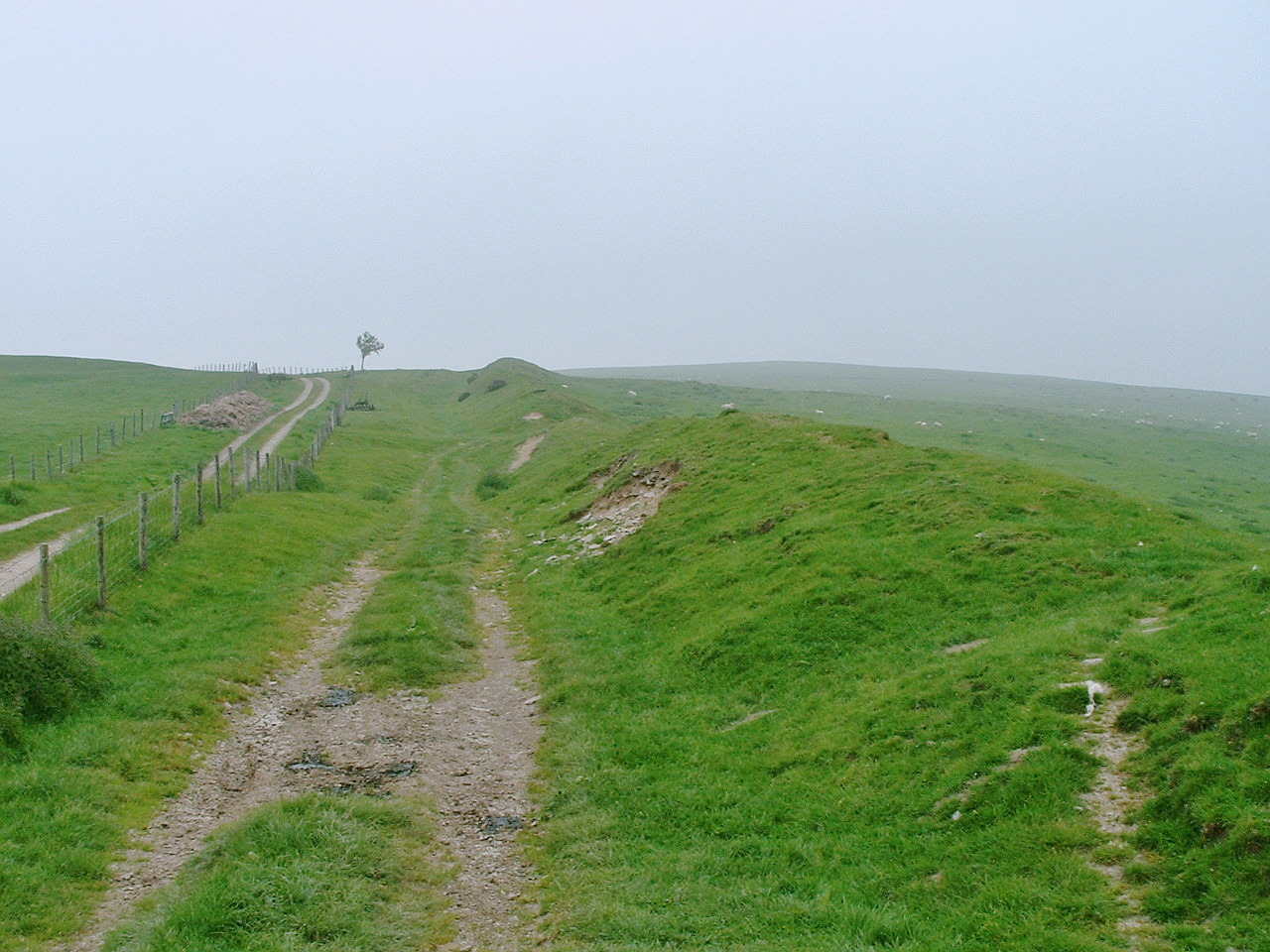
奥法堤的一部分。

奥法堤（英語：Offa's Dyke）是英格兰和威尔士边界上的线状军事工事，从塞文河畔的切普斯托向北延伸270公里至迪河三角洲。建于麦西亚国王奥法在位时的8世纪末，目的是防御威尔士人的进攻，因为奥法占领了很多威尔士人的土地。奥法堤在数个世纪都是英格兰和威尔士的分界线。奥法堤大部分是平坦的堤坝，个别地方高18米，在威尔士一侧有深约3.7米的深沟。有些部分至今仍然可见，成为一些徒步旅行者徒步的路线。